# Ракша, Владимир Владимирович
Влади́мир Влади́мирович Ракша (род. 20 октября 1989, Электросталь) — российский кинорежиссёр.

## Биография
Владимир Ракша — режиссер, продюсер, сценарист и независимый художник. Особую известность ему принесло сотрудничество с Юниверсал Мьюзик Груп Великобритания и Айланд Рекордс, а также многочисленные награды и номинации за выдающиеся работы. Среди наиболее известных достижений Ракша — получение Гран-при и премии за лучшую режиссуру на кинофестивале Пилот за сериал «Спи со мной», а также номинация за фильм «Селфинг» на фестивале китайского американского кино в Голливуде, штат Калифорния. Кроме того, его фильм «Жизнь Раз» был удостоен специального диплома жюри на кинофестивале «Окно в Европу» за «оригинальность и неповторимый почерк», а также был выбран в качестве официального фильма закрытия кинофестиваля «Спутник над Польшей» в Варшаве. Ракша также получил заметные номинации за другие свои работы, в том числе за фильмы «Последний день детства» на кинофестивале «Над Гранью» и за «Черный квадрат» на Московском международном кинофестивале. В 2014 году он основал компанию Ракша Ворлд, специализирующуюся на создании полнометражных художественных фильмов, сериалов, музыкальных клипов, инновационных рекламных роликов и экспериментальных короткометражных фильмов. Ракша Ворлд создает проекты в совместном сотрудничестве с партнерами из Великобритании, Европы, США и Китая.
Последние проекты Владимира Ракши это веб-сериалы Кристина (2021) и Иные (2024).

## Фильмография
- 2006 — Stop Narcotism (short)
- 2009 — Сны? (Россия)
- 2010 — Indigo (animation, short) (Россия)
- 2012 — Последний День Детства (Россия)
- 2014 — Selfing (Китай, США, Россия)
- 2017 — Vantawhitepages Almanac (Великобритания, Франция, Россия)
- 2018 — Жизнь Раз (Швейцария, Россия, Нидерланды)
- 2019 — Спи со мной (пилот сериала, ТНТ)
- 2022 — Кристина (сериал, Start)[1]
- 2024 — Иные (сериал, Кинопоиск)

## Награды и премии
- 2018 — диплом конкурса «Копродукция. Окно в мир» на кинофестивале «Окно в Европу»[2] (фильм «Жизнь Раз»)
- 2019 — лучший режиссёр пилота телевизионного сериала («Спи со мной») на фестивале «Пилот»[3].